# Stortjärnen (Hackås socken, Jämtland)
Stortjärnen är en sjö i Bergs kommun i Jämtland och ingår i Indalsälvens huvudavrinningsområde.